# Восход (Быстроистокский район)
Восход — упразднённый посёлок в Быстроистокском районе Алтайского края России. На момент упразднения входил в состав Верх-Озёрнинского сельсовета. Исключен из учётных данных в 1983 году.

## География
Посёлок находился в юго-восточной части Алтайского края, у подножья Колыванского увала, у юго-восточной окраины Мореодского болота, на расстоянии примерно 5 километров (по прямой) к юго-востоку от села Верх-Озёрное. 
Климат умеренный, континентальный. Средняя температура января составляет −18 °C, июля — +18,6 °C. Годовое количество осадков составляет 470 мм.

## История
Решением Алтайского КИКа от 11 августа 1986 года № 282 населённый пункт, исключен из учётных данных.